# Toma de Mitú
La toma de Mitú (llamada Operación Marquetalia por las FARC-EP) fue un ataque perpetrado por las Fuerzas Armadas Revolucionarias de Colombia - Ejército del Pueblo (FARC-EP) el 1 de noviembre de 1998, a las 4:45 de la mañana UTC, contra la ciudad colombiana de Mitú, capital del departamento del Vaupés. La justicia colombiana acusó a los comandantes guerrilleros Mono Jojoy, Romaña, Alfonso Cano, Iván Márquez, Timochenko y Efraín Guzmán como coautores de homicidio con fines terroristas, secuestro extorsivo agravado, lesiones personales agravadas y rebelión.
Los bombardeos aéreos destruyeron casi por completo la ciudad durante esta operación.

## Antecedentes
El ataque a Mitú fue el primer y único ataque directo a una capital colombiana por parte de las FARC-EP, donde se demostró que habían cambiado la guerra de guerrillas por la guerra de movimientos.
De acuerdo con el informe de la Comisión de la Verdad, en la década de 1990 las Farc se consolidaron en la Amazonía colombiana, que comprende los departamentos de Putumayo, Caquetá, Guaviare, Vaupés y Amazonas. La pobreza de la población y el abandono de estos territorios por parte del Estado colombiano han permitido a las FARC-EP ganar influencia y reclutar a cientos de jóvenes combatientes, especialmente entre las comunidades indígenas.
En 1988 se realizó el primer ataque al puesto de policía de Mitú con unos 100 guerrilleros que sometieron a los 30 uniformados que se encontraban en la capital selvática. No hubo muertos, pero la respuesta del Estado fue militarizar la ciudad, lo que produjo desplazamientos de las comunidades indígenas al interior de la selva , estigmatización, ejecuciones de civiles y violencia sexual.

## Desarrollo de la Toma

### Asalto inicial u Operación Marquetalia de las FARC-EP
Aunque se sabía del rumor del operativo subversivo, el Gobierno nacional y las Fuerzas Militares, e incluso la Agencia Central de Inteligencia (CIA) habían desestimado que las FARC-EP tuvieran la capacidad de tomarse una ciudad, no prestaron atención a las advertencias y nadie anticipó su ocurrencia.
Aproximadamente a las 4:00 AM del 1 de noviembre de 1998, las FARC-EP iniciaron la ofensiva sobre Mitú, luego de haberla rodeado la noche anterior. Cerca de 1.500 guerrilleros conformarían el grupo que participarían en el ataque, los cuales habían sido movilizados durante el último semestre de 1998 desde los departamentos de Huila, Boyacá, Cundinamarca, los Llanos Orientales y Caquetá. Mientras el grueso de las fuerzas subversivas permaneció en las afueras de la ciudad rodeándola, solo unos 500 entraron combatiendo a la capital del Vaupés, los insurgentes se movían en tres anillos de seguridad, el último de los cuales, compuesto por dos columnas, fue el que dirigió el ataque. La ciudad en ese momento contaba con cerca de 13 mil habitantes (6000 en el casco urbano) y solo 120 uniformados de la Policía Nacional para defenderla (5 oficiales, 2 suboficiales, 77 patrulleros, 6 agentes y 30 auxiliares bachilleres); guarnición que estaba al mando del Coronel Luis Mendieta. Atrincherados cerca al aeropuerto y en los alrededores del Colegio José Eustasio Rivera, los guerrilleros desencadenaron un ataque sobre el comando de la Policía Nacional, con fuego de fusiles y ametralladoras, granadas de mano, lanzagranadas MGL 40 mm, morteros calibre 60 mm y cilindros de gas cargados con explosivos. Tras 12 horas de combates (se dispararon 144.000 cartuchos de fusil) contra los cerca de 90 policías parapetados en la Estación y sus alrededores, a las 4:30 de la tarde, los hombres de las FARC-EP coparon la posición matando a 16 miembros de las fuerzas gubernamentales y capturando 61 más, entre ellos el Comandante de la Policía Nacional en el Vaupés el coronel Luis Mendieta.
Las FARC-EP destruyeron durante el ataque casi la totalidad de las casas próximas a la estación de Policía Nacional, la Registraduría Nacional, los juzgados, la casa del Vicariato, las sedes de la Caja de Previsión Social de Comunicaciones (Caprecom), Telecom, la Escuela Superior de Administración Pública (ESAP), el Palacio de Justicia, la Caja Agraria, entre otras varias estructuras. Grupos de guerrilleros que recorrían el pueblo entraron a algunas de las casas donde se habían refugiado los policías y los obligaron a rendirse, mientras otros requisaban las casas de los auxiliares bachilleres y los hacían prisioneros. Los insurgentes ocuparon Mitú por 72 horas, aprovechando la impotencia del Gobierno para enviar refuerzos. Miembros de las FARC-EP habían destruido la pista aérea, y esta era la única forma de acceso a la lejana capital departamental ubicada en medio de la tupida selva amazónica. Sin embargo las fuerzas gubernamentales preparaban el contraataque. Al día siguiente, 2 de noviembre de 1998, los guerrilleros se llevaron por vía fluvial a los 61 uniformados secuestrados que incluyeron en la lista de los llamados "canjeables", a cambio de los cuales exigían un canje de presos al Gobierno.

### Operación Vuelo de Ángel de las Fuerzas Militares
El problema para enviar refuerzos estaba en que la unidad militar de apoyo más cercana estaba a unos 300 kilómetros de distancia (San José del Guaviare) y la base aérea de Apiay (Meta) a 490 kilómetros. No obstante, desde el comando de operaciones en San José del Guaviare dos Arpías, cuatro Halcones de la FAC y uno del Ejército Nacional, aerotransportaron a 200 soldados de la BCG7 y 20 hombres jungla de la Policía entre la noche del día 1 y la madrugada del 2 (transformándola en la primera operación nocturna de las fuerzas armadas de Colombia en la selva), hasta las riberas del río Vaupés a 7 km del casco urbano de Mitú, con el fin de recuperarla. Dado que no había medios de apoyo cercanos a la asediada población el general Fernando Tapias, comandante de las Fuerzas Militares de Colombia, debió pedir en préstamo como puesto de avanzada y de abastecimiento de combustible, la base brasileña de Querari a 60 km del objetivo. Una vez obtenido el permiso de Brasil, se enviaron a la zona de combate 4 helicópteros Black Hawk, 2 helicópteros UH1H, 2 aviones AC47, un avión Tucano, 3 aviones OV10, un avión Caza y 2 Hércules. En estos últimos aviones también fueron transportados los Equipo Portátil de Reaprovisionamiento de Combustible en Áreas Avanzadas (FARE), que permitirían operar continuamente a los helicópteros.
Protegidos por la noche, el contraataque de los cerca de 220 hombres de fuerzas especiales cargados de la más alta tecnología con que contaba el Ejército Nacional armados con un fusil Galil con 400 cartuchos y dos granadas de mano, con el respaldo además de 10 helicópteros Black Hawk, 2 aviones de combate OV-10, 3 MI-17 y un avión fantasma con munición 12.7mm, sorprendió por la espalda a los guerrilleros. Sin embargo, cuando en la tarde del 2 de noviembre, las tropas se hallaban a sólo 2 km de Mitú e intentaban entrar al pueblo, se encontraron rodeados de más de 400 guerrilleros que los atacaron con cilindros de gas, granadas de fragmentación y un nutrido fuego de ametralladoras. En medio de los duros combates el Ejército Nacional tuvo que retroceder ante el avance de los guerrilleros que se les vinieron encima; ocho soldados resultaron muertos y 13 heridos. Asimismo, fueron heridos 7 comandos jungla.
El primer desembarco fue seguido por el avance de otros 600 soldados de 3 batallones de la brigada móvil No 3, los números 52, 53 y 54 (adscritos a la Cuarta División), que también fueron recibidos con fuego nutrido de fusilería, ametralladoras y artillería artesanal; pero los uniformados se atrincheraron e hicieron frente a la contraofensiva. A su vez, una flotilla de aviones de combate de la Fuerza Aérea detectó 17 embarcaciones de las FARC-EP  en el río Vaupés y las bombardeó. Los combates se prolongaron durante esa noche, bajo la forma de constantes hostigamientos. Al final sin los medios que tenían dispuestos para huir y con numerosas bajas, los insurrectos debieron replegarse desocupando Mitú al mediodía del 3 de noviembre, utilizando los caños naturales que conducen al río para iniciar su retirada.  Hacia las seis de la tarde, las tropas del Ejército Nacional llegaron a la pista de aterrizaje, pero solo hasta el miércoles a las 9 de la mañana, lograron el control total de la población.
Gracias a la dura contraofensiva, fue frustrada la más grande y ambiciosa operación de la FARC-EP en el país, el poder controlar durante varios días la capital de un departamento. Por lo menos de 100 guerrilleros y 14 soldados murieron en los combates, que terminaron con el repliegue de las FARC-EP hacia el Guaviare y la recuperación del casco urbano de la ciudad. Con esto el total de bajas alcanzó las 30. (El Tiempo reportó que fueron 40 miembros de la fuerza pública y 11 civiles los fallecidos en el ataque, más 38 uniformados y 9 civiles heridos).
El 3 de noviembre, 48 horas después del ataque, las Fuerzas Militares interceptaron una comunicación en la que Mono Jojoy, entregaba un parte de guerra a todos los frentes. En la comunicación el guerrillero informó acerca de los policías muertos y secuestrados durante la incursión, el botín saqueado de la sucursal de la Caja Agraria y las bajas en los frentes subversivos, mientras cerraba la comunicación con la frase: "Compañeros: el mando central de la organización quiere recordarles a todos que estamos en guerra y seguiremos en guerra. Nada, ni nadie, puede distraer nuestra actividad. Nosotros continuamos en posición de combate". Tres semanas después de la toma, el gobierno del entonces presidente Andrés Pastrana decretó la zona de distensión en San Vicente del Caguán. 

## Liberación unilateral de secuestrados, 2001
En 2001, las FARC-EP acordaron liberar a los auxiliares de la Policía Nacional y otros miembros de la Fuerza Pública de menor rango como parte del "intercambio humanitario", durante los diálogos de paz en San Vicente del Caguán, Caquetá, entre el gobierno de Andrés Pastrana y las FARC-EP.
Hasta los años 2008 y 2012, siguieron en cautiverio siete policías que originalmente estuvieron en la toma, entre los cuales estaba el sargento César Augusto Lasso, el capitán Enrique Murillo, el teniente Javier Rodríguez, el intendente Luis Fernando Peña Bonilla (de quien se confirmó por versión de secuestrados liberados, fue ejecutado y desaparecido entre los años 2002 y 2003 por orden del Mono Jojoy y Martin Sombra) y capitán Julián Ernesto Guevara (quien murió en poder de las FARC-EP a finales del 2005 y su cuerpo no fue devuelto a sus familiares hasta el 1 de abril de 2010).

## Escape de Jhon Frank Pinchao
El entonces subintendente de la Policía Nacional (hoy en día en uso de buen retiro de la Policía Nacional de Colombia, en el grado de subcomisario, John Frank Pinchao), secuestrado durante la toma a Mitú, se fugó del cautiverio de las FARC-EP, en una travesía por selva inhóspita que perduró por cerca de 17 días hasta ser ayudado por indígenas y rescatado por unidades del Comando jungla de la Policía Nacional de Colombia en la vereda el Pedregal del corregimiento de Pacoa, Vaupés.

## Operación Jaque
El teniente Javier Vianney Rodríguez, también secuestrado por las FARC-EP durante la toma a Mitú, fue rescatado en la ‘Operación Jaque’ del Ejército Nacional, en julio de 2008.

## Operación Camaleón
El 14 de junio de 2010 fueron liberados gracias a operativos adelantados por el Ejército Nacional, los oficiales de la Policía Nacional mayor general Luis Mendieta, los tenientes coroneles William Donato y Enrique Murillo y el sargento Arbey Delgado en operativos adelantados en las selvas del sur del país, cerca al municipio de Calamar (Guaviare). Estos militares llevaban más de 12 años secuestrados desde la toma a Mitú.